# Орос, Аймар
Айма́р Оро́с Уа́рте (исп. Aimar Oroz Huarte; род. 27 ноября 2001, Аратсури) — испанский футболист, полузащитник клуба «Осасуна». Участник Олимпийских игр 2024 в Париже.

## Клубная карьера
Орос — воспитанник клуба «Осасуна». 31 мая 2019 года в матче против «Кордовы» он дебютировал в Сегунде. По итогам сезона Орос помог клубу выйти в элиту. 19 июля 2020 года в матче против «Мальорки» он дебютировал в Ла Лигу. 12 августа 2022 года в поединке против «Севильи» Амар забил свой первый гол за «Осасуну». 

## Международная карьера
В 2023 году Орос в составе молодёжной сборной Испании стал финалистом молодёжного чемпионата Европы в Румынии и Грузии. На турнире он сыграл в матчах против сборных Румынии, Хорватии, Швейцарии, Англии и дважды Украины. В поединке против украинцев Аймар забил гол.
В 2024 году Орос был включён в заявку олимпийской сборной Испании на участие в Олимпийских играх в Париже. На турнире он сыграл в матчах против команд Узбекистана, Доминиканской Республики, Египта, Японии, Марокко и Франции. 

## Достижения
Международные
 Испания (олимп.)
- Победитель Олимпийских игр — 2024